# Nykøbing Mors
Nykøbing Mors è la città più grande dell'isola di Morsø, nel Limfjorden, in Danimarca. Il 1º gennaio 2024 aveva una popolazione di 8.941 abitanti. Si trova nel comune di Morsø e fa parte della regione dello Jutland Settentrionale.

## Geografia fisica
Nykøbing è ubicata sulla costa orientale dell'isola di Morsø, presso il Sallingsund, uno stretto che separa Morsø dalla penisola di Salling, nello Jutland. È la sede del consiglio comunale e il centro culturale dell'isola. La città si trova 6 chilometri a nord del ponte di Sallingsund, che collega Mors con la penisola di Salling, e 31 km a nord della città di Skive e 30 km a sud-est della città di Thisted.

## Etimologia
L'origine del toponimo "Nykøbing" risale al XIII secolo. A differenza delle città danesi più antiche, il prefisso ny- indica un'aggiunta alla cinta muraria di una città di mercato (købstad). L'appendice "Mors" viene utilizzata per distinguerla da altre due cittadine danesi con lo stesso nome: Nykøbing Falster e Nykøbing Sjælland. Per questa ragione il nome della città è spesso abbreviato "Nykøbing M".

## Storia

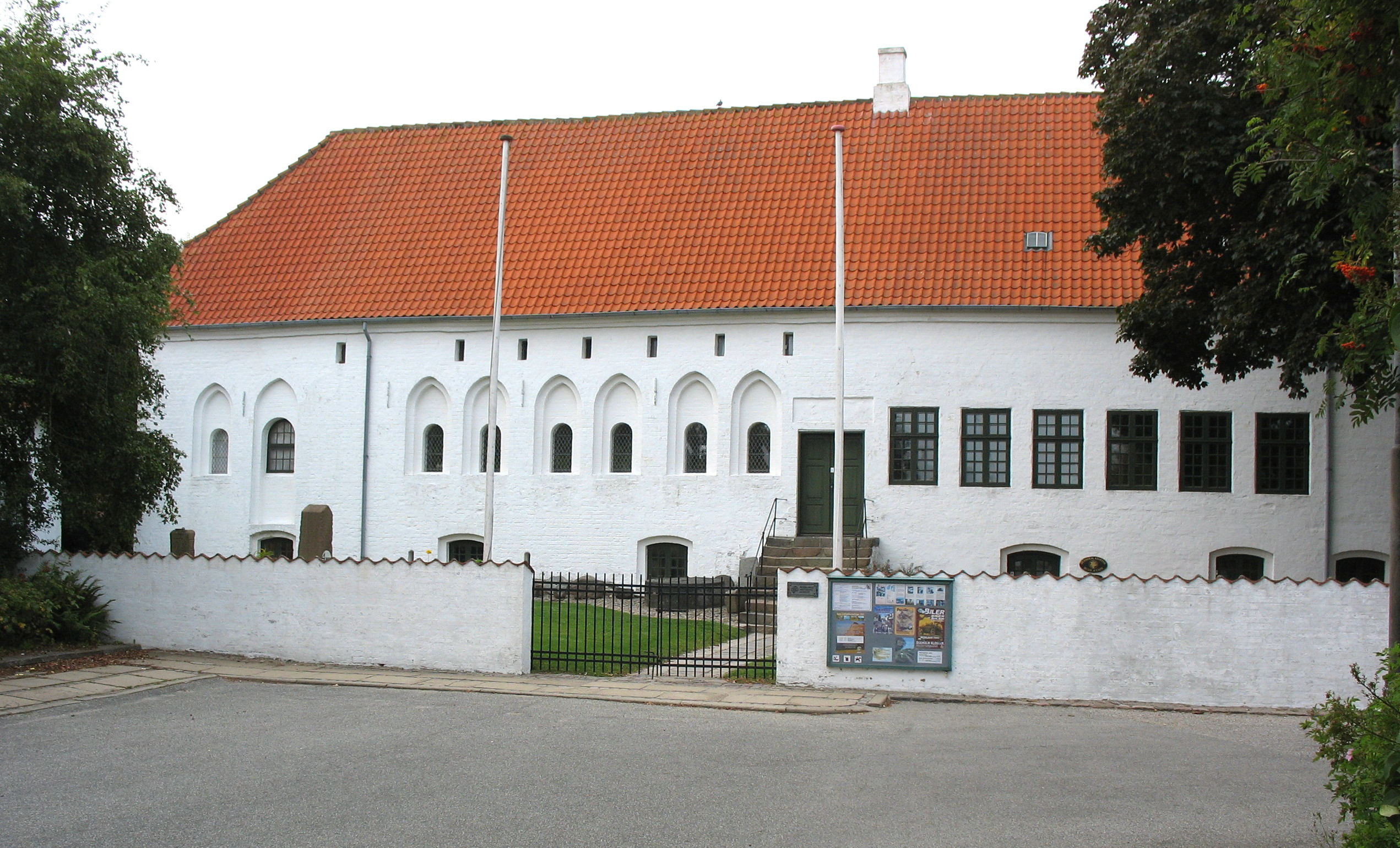
La facciata del priorato di Dueholm

Nykøbing Mors sorse nel XIII secolo dai tre villaggi di Vettels, Venner e Rolstrup, che si espansero insieme fino a formare una città attorno alla loro chiesa comune. Nel 1299 Nykøbing fu menzionata per la prima volta come città con diritto di mercato, sotto il nome di Nova civitas, ai tempi del re Eric VI di Danimarca. Il priorato di Dueholm, dedicato ai santi Giovanni Battista e Maria Maddalena, venne eretto nei dintorni dal vescovo Sven di Børglum nel 1370; attirò in città molti artigiani e commercianti e gestì gli ospedali cittadini. Alla morte dell'ultimo priore, Jakob Jansen nel 1556, il priorato fu sciolto.
Nykøbing fiorì nel Basso Medioevo grazie al terreno fertile e all'abbondanza di pesce nel Limfjorden. Ma alla fine del XVI secolo ebbe una battuta d'arresto a causa di guerre, epidemie e incendi, questi ultimi scoppiati nel 1560, 1603, 1628, 1690, 1715 e 1784. Ciò spiega la mancanza di edifici medioevali nell'odierno paesaggio urbano. Solo l'esportazione del grano in Norvegia nel XVIII secolo portò un nuovo boom. La costruzione del Canale Federico VII nel 1861 favorì la ripresa economica della città. 
Nel XIX secolo vennero fondate diverse grandi industrie, tra queste la fonderia di ferro Morsø Jernstøberi nel 1853. La crescita terminò negli anni Venti del XX secolo, allorché Nykøbing aveva triplicato la sua popolazione. 
Nel 1999 Nykøbing ha celebrato il suo 700º anniversario.

## Amministrazione

### Gemellaggi
- Kankaanpää
- Flekkefjord
- Bollnäs
- Bukoba
- Misburg-Anderten (località presso Hannover)